# Kundl
Kundl est une commune autrichienne du district de Kufstein dans le Tyrol. Kundl se trouve dans la vallée de l'Inn et est composé de quatre parts, notamment Kundl, Liesfeld, Saulueg et St. Leonhard.
Depuis les installations d'entreprises dans les années 1950 beaucoup des navetteurs fréquentent la commune pour y travailler. Les entreprises les plus communes sont probablement l'entreprise pharmaceutique Sandoz et l'entreprise de tracteurs Lindner.

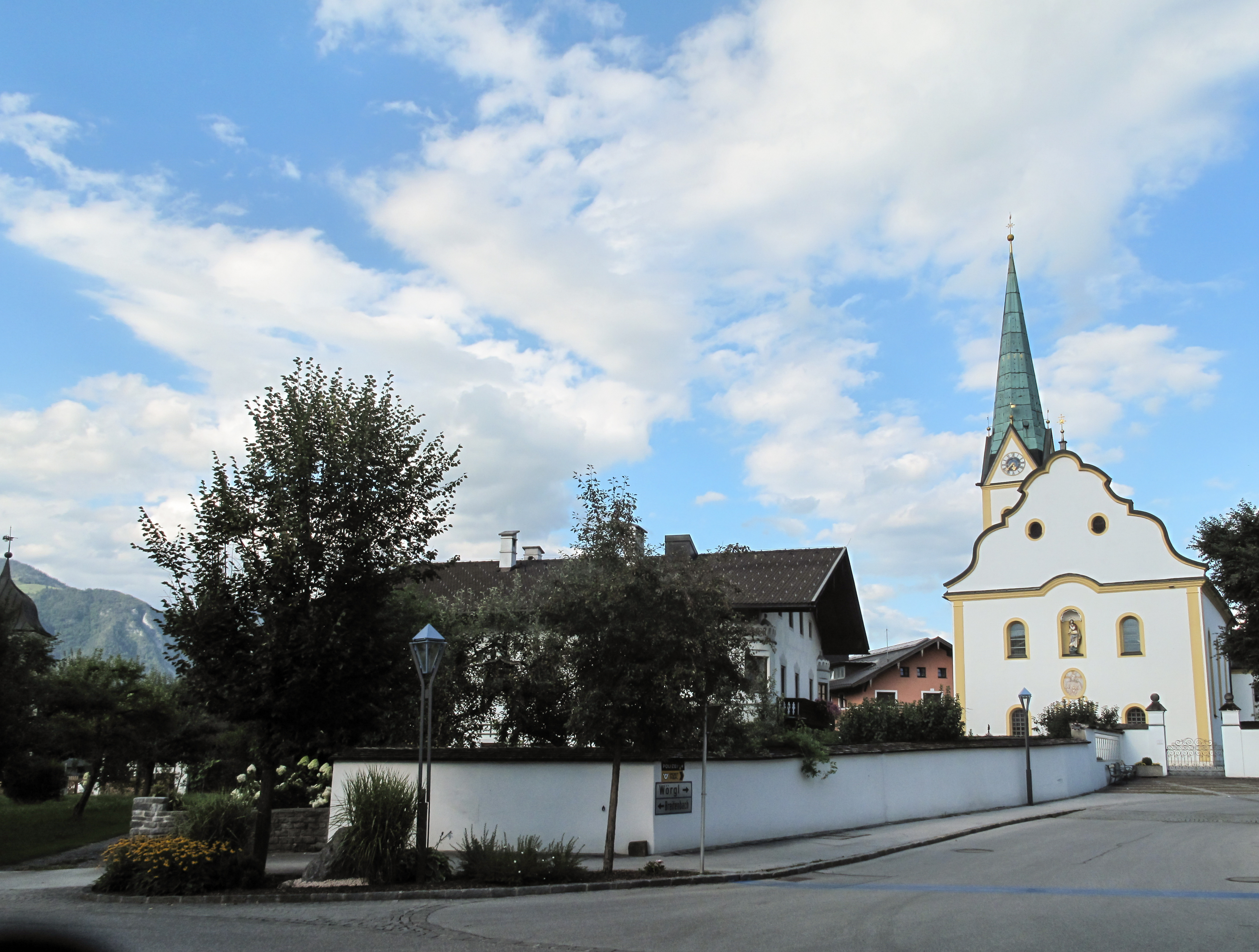
Église : Katholische Pfarrkriche Mariä Himmelfahrt.

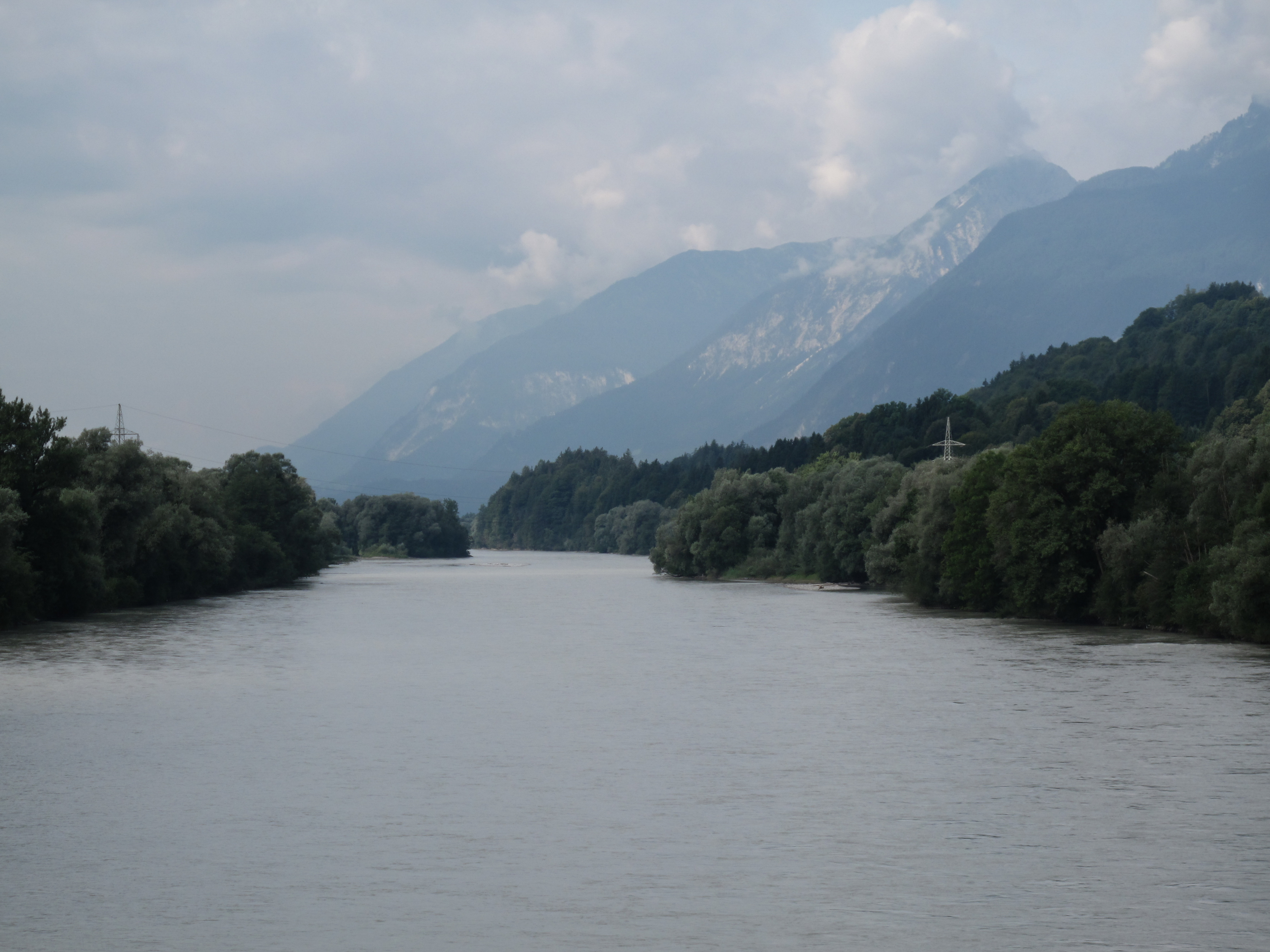
L'Inn à Kundl